# Emil Schnell
Emil Schnell (* 10. November 1953 in Packebusch, Altmark) ist ein deutscher Politiker (SPD). Er war 1990 letzter Minister für Post- und Fernmeldewesen der DDR und danach bis 2002 Mitglied des Deutschen Bundestages.

## Leben und Beruf
Von 1960 bis 1968 besuchte er die Polytechnische Oberschule, anschließend machte er bis 1972 sein Abitur. Von 1972 bis 1975 diente er bei der NVA. Von 1975 bis 1980 studierte er Physik  an der Technischen Hochschule Magdeburg und schloss dies als Diplom-Physiker ab. Schnell war anschließend wissenschaftlicher Assistent bis 1983, ebenfalls an der Technischen Hochschule Magdeburg. Ab 1983 war er wissenschaftlicher Mitarbeiter an der Akademie der Wissenschaften der DDR und promovierte 1984. Ab 1988 war er als Abteilungsleiter der Akademie der Wissenschaften der DDR an der Forschungsstelle für Hochdruckforschung Potsdam tätig.
Emil Schnell ist verheiratet und hat zwei Kinder.

## Politik
1989 trat Schnell in die neu gegründete Sozialdemokratische Partei in der DDR und wurde dort Geschäftsführer in Potsdam.
Infolge der ersten freien Wahlen wurde Schnell zum Abgeordneten der Volkskammer der DDR für die Ost-SPD vom März 1990 bis Oktober 1990. Von April 1990 bis zum Ausscheiden der SPD aus der DDR-Regierung im August 1990 war Schnell erster und letzter frei gewählter Minister für Post- und Fernmeldewesen der DDR.
Von Oktober 1990 bis 2002 war er Mitglied des Deutschen Bundestages für die SPD. Bei den Bundestagswahlen 1990, 1994 und 1998 gewann er das Direktmandat im Wahlkreis Potsdam.